# Кубок Испании по футболу 1905
Кубок Испании 1905 — 3-й розыгрыш Кубка Испании по футболу, проводимый Королевской федерацией футбола Испании. Турнир проходил 16-20 апреля 1905 года, впервые победителем стал ФК Мадрид.
В турнире участвовало 3 команды, ФК Мадрид, Сан-Себастьян РК и «Атлетик» из Бильбао. Так как чемпионат Каталонии не был закончен, участник из этой автономии не был представлен на турнире.

## Квалификационный матч
| ФК Мадрид                         | 2–0 | ФК Монклоа |
| --------------------------------- | --- | ---------- |
| Федерико Ревуэлто · Педро Парагес |     |            |

## Матчи в группах
| ФК Мадрид                                               | 3–0 | Сан-Себастьян РК |
| ------------------------------------------------------- | --- | ---------------- |
| Мануэль Праст 20′ · Антонио Алонсо 30′ · Антонио Алонсо |     |                  |

| ФК Мадрид         | 1–0 | Атлетик Бильбао |
| ----------------- | --- | --------------- |
| Мануэль Праст 70′ |     |                 |

| Атлетик Бильбао | не состоялся Атлетику засчитано поражение | Сан-Себастьян РК |
| --------------- | ----------------------------------------- | ---------------- |
|                 |                                           |                  |

| Teams            | Played | Won | Drawn | Lost | GF | GA | Pts |
| ---------------- | ------ | --- | ----- | ---- | -- | -- | --- |
| ФК Мадрид        | 2      | 2   | 0     | 0    | 4  | 0  | 4   |
| Сан-Себастьян РК | 2      | 0   | 1     | 1    | 0  | 3  | 2   |
| Атлетик Бильбао  | 2      | 0   | 0     | 2    | 0  | 3  | 0   |

| Победитель          |
| ------------------- |
| ФК Мадрид 1-й титул |

## Бомбардиры
| Место | Игрок          | Клуб      | Голы |
| ----- | -------------- | --------- | ---- |
| 1     | Антонио Алонсо | ФК Мадрид | 2    |
| 1     | Мануэль Праст  | ФК Мадрид | 2    |